# Largo da Candelária

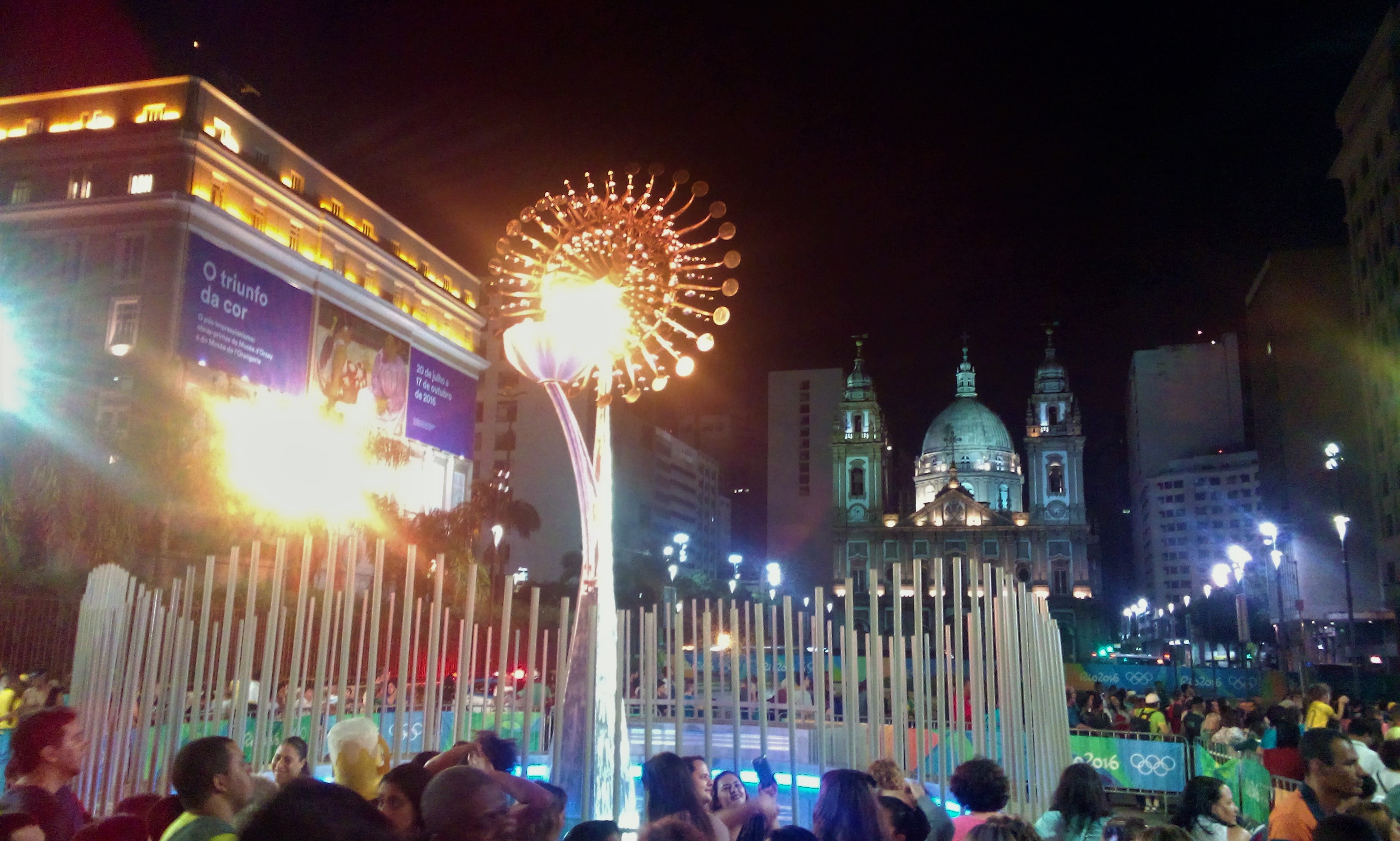
Pira Olímpica do Boulevard Olímpico, durante os Jogos Olímpicos de Verão de 2016.

O Largo da Candelária é um largo situado no bairro do Centro, na Zona Central da cidade do Rio de Janeiro. Com uma área de 42.463 m², integra a Orla Conde, um passeio público que margeia a Baía de Guanabara.
Situado no cruzamento da Avenida Presidente Vargas com a Rua Primeiro de Março, o largo foi inaugurado em 5 de agosto de 2016, dia da Cerimônia de abertura dos Jogos Olímpicos de Verão de 2016. O largo foi feito no âmbito do Porto Maravilha, uma operação urbana que visa revitalizar a Zona Portuária do Rio de Janeiro.
O largo recebeu seu nome por estar situado em frente à Igreja de Nossa Senhora da Candelária, um dos principais monumentos religiosos da cidade e tradicional palco de casamentos da sociedade carioca. Nos arredores, há uma enorme concentração de edifícios escritoriais geminados, que caracterizam a região como não-residencial.

## Pira Olímpica

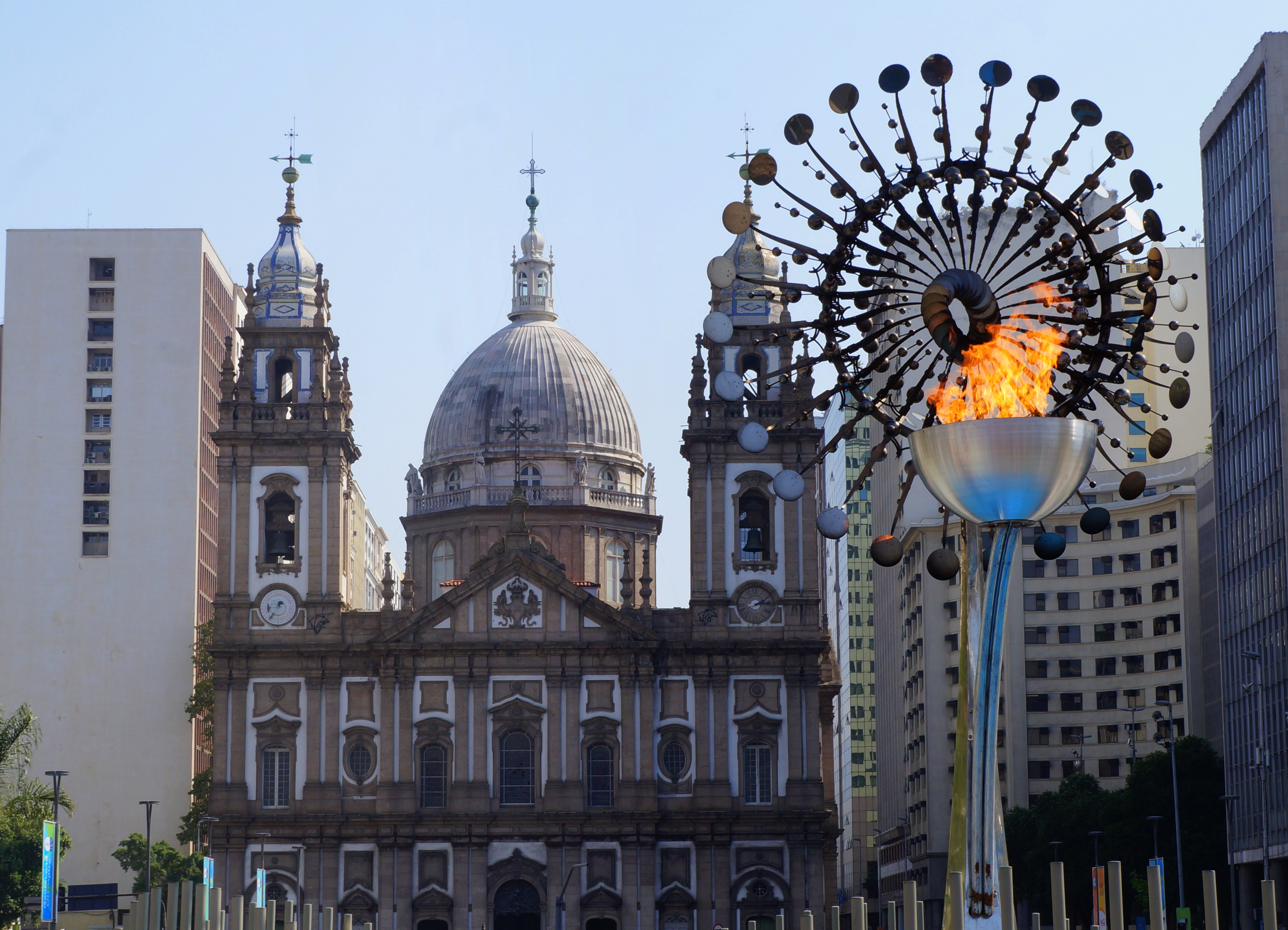
Pira Olímpica acesa, com a Igreja da Candelária ao fundo.

Após a Cerimônia de abertura dos Jogos Olímpicos de Verão de 2016, a Chama Olímpica foi levada, por um adolescente, até uma pira situada no Largo da Candelária. A chama olímpica foi levada do Estádio do Maracanã até o largo em uma lamparina. Em seguida, uma tocha carregada por Jorge Gomes, na época com 14 anos, foi acesa com a chama. O garoto percorreu o largo correndo, subiu em uma grua e em seguida acendeu a pira.
A pira, que foi apelidada de "Pira do Povo" por ser a primeira a estar situada fora de um Estádio Olímpico e mais próxima do público, localiza-se dentro de um chafariz cuja base é cheia d'água. A pira, que se movimenta com o vento, foi criação do artista norte-americano Anthony Howe, conhecido por suas esculturas cinéticas cheias de efeitos visuais produzidos através dos movimentos de sua obra.

## Pontos de interesse
Os seguintes pontos de interesse situam-se nas redondezas do Largo da Candelária:
- Espaço Cultural da Marinha
- Casa França-Brasil
- Centro Cultural dos Correios
- Centro Cultural Banco do Brasil
- Igreja de Nossa Senhora da Candelária
- Edifício Senac
- Centro Empresarial Candelária 62
- Pira Olímpica dos Jogos Olímpicos de Verão de 2016